# Io Canto
Io Canto (hr. Ja pjevam) studijski je album talijanske pjevačice Laure Pausini, u prodaju pušten 10. studenog 2006.

Album ima 16 pjesama. U kratko vrijeme, album je na mnogim ljestvicama postigao prvo mjesto. Isto tako, postigao je uspjeh ušavši u ljestvicu "Najboljih 100 albuma Irske i Ujedinjenog Kraljevstva" (što se smatra velikim postignućem, jer pjesme na albumu nisu na engleskom jeziku).

## Io Canto (talijanska verzija)
- Io canto
- Due
- Scrivimi
- Il mio canto libero
- Destinazione paradiso
- Stella gemella
- Come il sole all'improvviso
- Cinque giorni
- La mia banda suona il rock
- Spaccacuore
- Anima Fragile
- Non me lo so spiegare
- Nei giardini che nessuno sa
- In una stanza quasi rosa
- Quando
- Strada facendo

## Yo Canto (španjolska verzija)
- Yo canto
- Dos
- Escríbeme
- Como el sol inesperado
- Destino paraíso
- Estrella gemela
- Mi libre canción
- Cinco días
- Y mi banda toca el rock
- Dispárame, dispara
- Corazón frágil
- No me lo puedo explicar
- En los jardines donde nadie va
- En un cuarto casi rosa
- Cuando
- Por el camino